# Branda de Castiglione
Branda de Castiglione (ur. ok. 1350/60 w Mediolanie, zm. 3 lutego 1443 w Castiglione) – włoski kardynał i dyplomata.

## Życiorys
Urodzony w szlacheckiej rodzinie, w 1389 roku uzyskał tytuł doktora obojga praw.
16 sierpnia 1404 roku został biskupem Piacenzy. W sierpniu 1408 roku poparł papieża "pizańskiego", za co papież "rzymski" pozbawił go biskupstwa. Jednak już 6 czerwca 1411 roku (anty)papież Jan XXIII przyznał mu kapelusz kardynalski z tytułem prezbitera San Clemente.
W sierpniu 1410 roku został wysłany do Polski z zadaniem rozwiązania jej konfliktu z Zakonem Krzyżackim. W tym samym celu wysłano go tam 1 marca 1411 roku. Pośredniczył w zawarciu Pokoju w Lubowli pomiędzy Jagiełłą i Zygmuntem Luksemburskim.
Brał udział w Soborze w Konstancji i konklawe 1417. W następnych latach sprawował w kurii funkcję protektora Polski (1419-22) oraz Niemiec i Węgier (1425).
W grudniu 1421 papież Marcin V wysłał go do Czech i Niemiec w celu zorganizowania walki z husytyzmem. Do Rzymu powrócił w 1424 roku. W 1431 został kardynałem biskupem Porto, a w 1440 kardynałem biskupem Sabiny.
Uczestniczył w soborze bazylejskim.